# Palić

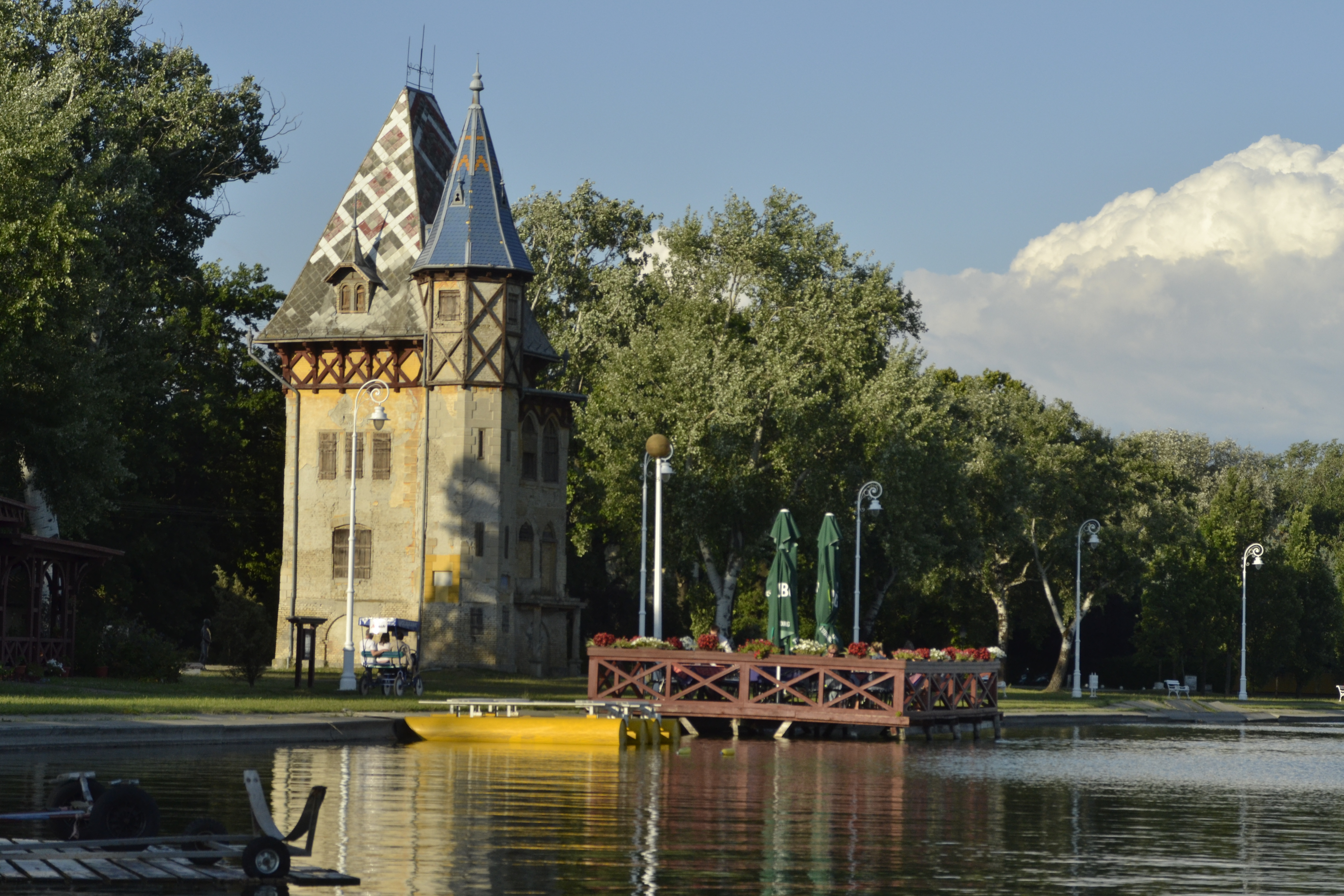
Palićské jezero.

Palić (srbské cyrilici Палић, maďarsky Palics) je čtvrť na východním okraji města Subotica, nacházejícího se na severu Srbska. Známá je především jako rekreační oblast, kde se nacházejí četné rybníky a rekreační zařízení, vybudované ještě v dobách existence Rakousko-Uherska. Podle sčítání lidu z roku 2002 má Palić 7745 obyvatel. Velká většina tohoto obyvatelstva je maďarské národnosti.
V letech 1897 - 1972 byl Palić spojen se zbytkem Subotice prostřednictvím tramvajové tratě.
V roce 1984 se v Palići natáčel film Varljivo leto '68. Každé léto se v Palići koná filmový festival.